# Камиль, Абдаллах Мохамед
Абдаллах Мохамед Камиль (араб. عبد الله محمد كامل‎, фр. Abdallah Mohamed Kamil; род. 1936, Обок, Французский берег Сомали) — джибутийский политик, премьер-министр Джибути в феврале-октябре 1978 года.

## Биография
Абдаллах Мохамед Камиль окончил Институт политических исследований в Париже (Sciences Po). Исполнял обязанности Генерального секретаря правительства в 1974 году. До независимости Джибути в 1977 году Камиль занимал пост председателя Правительственного совета (29 июля 1976 — 18 мая 1977 года). После объявления независимости Джибути занимал пост министра иностранных дел в первом правительстве, а после отставки премьер-министра Ахмеда Дини Ахмеда был назначен премьер-министром во главе нового правительства 5 февраля 1978 года, оставаясь при этом министром иностранных дел и министром обороны. Президент Хасан Гулед Аптидон распустил своё правительство 21 сентября 1978 года и впоследствии назначил премьер-министром Барката Гурада Хамаду.